# Glukokortikoider
Glukokortikoider, även kallade glukokortikosteroider, är en grupp av steroidhormoner som bildas i binjurens bark, varav kortisol är den viktigaste i människor. I andra däggdjur som möss är kortikosteron den viktigaste glukokortikoiden. Glukokortikoiden har en rad viktiga effekter på kroppen varav många är relaterade till stress och att reglera dygnsrytm. Det existerar även syntetiska glukokortikoider som används vid behandling av olika sjukdomstillstånd, exempelvis dexametason och prednisolon. För tidigt födda barn kan ha andningssvårigheter till följd av brist på surfaktant och då ges glukokortikoider för att öka produktionen, detsamma gäller för astma.
Bland de hormoner som kommer från binjurebarken återfinns både mineralkortikoider och glukokortikoider. Binjurarnas märg (medulla) producerar adrenalin.
Kortisol (hydrokortison), kortison, betametason, prednisolon och dexametason är exempel på glukokortikoider och aldosteron är en mineralkortikoid.